# Neuroxena rubriceps
Neuroxena rubriceps är en fjärilsart som beskrevs av Paul Mabille 1878. Neuroxena rubriceps ingår i släktet Neuroxena och familjen björnspinnare. Inga underarter finns listade i Catalogue of Life.